# Aquitaine historique
Aquitaine historique est une association loi de 1901 à but non lucratif se consacrant au patrimoine de la région Aquitaine. Créée en 1994, elle promeut ces valeurs[Lesquelles ?] par la diffusion d’éléments culturels et artistiques — conférences, expositions, animations publiques et pédagogiques, visites guidées, etc. — et grâce, notamment, à une revue comportant des articles de qualité.

## Histoire de l'association
C'est en 1994 que « Aquitaine historique » voit le jour afin de répondre au besoin d’une revue historique sur l’Aquitaine destinée au grand public. Cette revue sert de lien entre ses lecteurs et des érudits ou spécialistes (historiens, archéologues, castellologues, etc.) passionnés qui écrivent les articles publiés. Soumis à un comité de lecture, les documents rédigés sont ainsi rigoureusement vérifiés et si nécessaire corrigés. Les lecteurs deviennent aussi acteurs en fournissant à des spécialistes reconnus des articles et informations sur les sujets qui les passionnent. Toutes ces connaissances s’ajoutent aux recherches de l'association ainsi qu’aux comptes rendus des fouilles et des études de sites que celle-ci entreprend.
Constituée exclusivement de professionnels du patrimoine et bénévoles passionnés, Aquitaine historique connaît un réel succès, malgré des moyens limités à ses débuts.
Aquitaine historique a le soutien du conseil général de la Gironde et de la mairie de Villenave-d'Ornon.

## Les sujets d'étude d'Aquitaine Historique
Les thèmes étudiés par l'association traitent de l’histoire et du patrimoine des huit départements qui composent l’Aquitaine élargie au Grand Sud-Ouest : archéologie, architecture, histoire, castellologie, études d'édifices religieux, de personnages célèbres, la (re)découverte de recettes de cuisine traditionnelles, de légendes, de souterrains, du patrimoine rural, mais aussi la numismatique, la spéléologie, la généalogie, l'artisanat d'antan, et les musées. Par ces sujets, l'Aquitaine Historique souhaite offrir à ses lecteurs une connaissance toujours plus approfondie du passé aquitain.

### Autres activités de l'association
Aquitaine Historique ne se limite pas à la publication de la revue, elle propose également à ses membres actifs, abonnés et lecteurs occasionnels, des sorties-visites commentées, des études de sites et autres activités.

## Actualité de la revue
Aquitaine Historique n° 130 :
- Antoine de Castelnau et le château du Lau (Duhort-Bachen - 40)
- Sainte-Bazeille, cité Antique (47)
- À la découverte d’une etxe frontalière (Dantxaria – Ainhoa - 64)

Aquitaine Historique n° 131 :
- La fonderie d'art Denonvilliers
- Le monument à la République et aux Girondins (Bordeaux - 33)
- Le prieuré de Lagrange (Durance - 47)

Aquitaine Historique n° 132 :
- L'odyssée du Cantabria (Gironde)
- Les résidences aristocratiques de l'Entre-deux-Mers (Gironde)
- Le métier de paysan tuilier en Dordogne (Dordogne)

Aquitaine Historique n° 133 :
- L’église Sainte-Marie-Madeleine de Touvre (Charente)
- Denonvilliers: statues commémoratives en Dordogne
- Les églises fortifiées